# Yu Si-min
Yu Si-min (auch gelistet als Rhyu Si-min; * 28. Juli 1959) ist ein südkoreanischer Politiker und Publizist. Von 2006 bis 2007 war er 44. Minister für Gesundheit und Soziales.

## Leben

### Ausbildung
Nach Abschluss der Senior High School in Daegu studierte er Wirtschaftswissenschaft an der renommierten Seoul National University. Als Präsident der Studentenunion kämpfte er ab 1980 gegen das Militärregime Chun Doo-hwans. 1985 wurde er wegen Anstiftung angeklagt und zu einer Haftstrafe verurteilt. Yu verfasste eigenhändig das Berufungsschreiben, das heute noch als juristisches Referenzmaterial gilt. Das Schreiben schenkte ihm erstmals große öffentliche Aufmerksamkeit. Yu leistete seine Wehrpflicht für 33 Monate. 1988 heiratete er im November seine Kollegin Han Gyeong-hye und arbeitete zwei Jahre als Berater des Oppositionspolitikers Lee Hae-chan. Außerdem verfasste er Bücher und arbeitete als Drehbuchautor für das Fernsehen.
Danach ging das Paar nach Deutschland, um weiter zu studieren. Dort erwarb er einen Abschluss in Ökonomie an der Johannes Gutenberg-Universität Mainz. Zurück in Korea war er als Journalist bei den Publikationen Dong-a Ilbo und Hankyoreh und als Dozent an verschiedenen Universitäten tätig.

### Politik
Am 24. April 2003 wurde er zum Abgeordneten der Gukhoe gewählt. Während der Präsidentschaft Roh Moo-hyuns bekleidete er vom Februar 2006 bis zum Mai 2007 das Amt des Gesundheits- und Sozialministers. In der aus der Yeollin-uri-Partei (열린우리당 Yeollin-uri-dang, deutsch ‚Unsere Offene Partei‘) hervorgegangenen Vereinigten Neuen Demokratischen Partei war er als Ratsmitglied der Vertreter für den Distrikt Deogyang. Nach dem Tod Rohs gründete er im Januar 2010 die kleine liberale Volkspartizipationspartei. Diese verschmolz im Dezember 2011 mit anderen linksorientierten Gruppierungen zur Tonghap-jinbo-Partei (통합진보당 Tonghap-jinbo-dang, deutsch ‚Vereinigte Progressive Partei‘), deren Co-Vorsitzender Yu neben Lee Jung-hee und Sim Sang-jeong wurde. Aufgrund von Streitigkeiten über die Ideologie der Partei und die Positionierung gegenüber Nordkorea verließ er die Vereinigte Fortschrittspartei und initiierte die Gründung der Progressiven Gerechtigkeitspartei im Oktober 2012.
Im Februar 2013 zog sich Yu aus der Politik zurück und widmet sich seitdem den Tätigkeiten als Kolumnist, Publizist und Schriftsteller. Aufgrund seiner regelmäßigen Auftritte in politischen Talkshows gilt er als wichtiger Meinungsbilder der Linken Politik Koreas.